# Złota kolekcja: Nieprzemakalni
Złota kolekcja: Nieprzemakalni – kompilacyjny album zespołu Sztywny Pal Azji wydany w 2006 roku nakładem wytwórni Pomaton EMI. Płyta jest częścią serii wydawniczej Złota kolekcja.

## Lista utworów
Źródło:.
1. „...póki młodość w nas” – 2:19
2. „Nasze reggae” – 4:19
3. „Opowiem ci” – 3:08
4. „Myśli przebrane” – 3:41
5. „Spotkanie z...” – 3:21
6. „Nieruchomy” – 2:58
7. „Emocje” – 4:38
8. „Łoże w kolorze czerwonym” – 4:38
9. „Szukam nowego siebie” – 2:53
10. „Kurort” – 2:52
11. „Smutna środa” – 3:06
12. „Budujemy grób dla Faraona” – 3:59
13. „Obóz” – 4:06
14. „To jest nasza kultura” – 4:51
15. „Nie zmienię świata” – 3:37
16. „Ty co dziś” – 4:43
17. „Błazen i król” – 3:39
18. „Nieprzemakalni (I)” – 2:53
19. „Wieża radości, wieża samotności” – 4:57